# Alexander Michailowitsch Lubjanzew
Alexander Michailowitsch Lubjanzew (russisch Александр Михайлович Лубянцев Aleksandr Mikhailovich Lubiantsev, international Alexander Lubyantsev; * 27. Dezember 1986 in Roschtschino, Oblast Leningrad, Russische SFSR, Russland) ist ein russischer Pianist und Komponist. 
Lubjanzews Ausscheiden vor der Endrunde des Tschaikowski-Wettbewerbs 2011 war unter anderem Anlass für Proteste von Publikum und Musikkritikern. Diese führten dazu, dass mithilfe der Michail-Prochorow-Stiftung der „Preis der Vereinigung der Moskauer Musikkritiker“ (russisch Приз критики oder russisch Специальный приз критиков) vergeben wird. Dieser Sonderpreis wird nun auch in weiteren Wettbewerben verleihen. 2011 gewann Lubjanzew diesen Preis.

## Biografie
Lubjanzew, geboren 1986 im Dorf Roschtschino in Oblast Leningrad, einem Distrikt in der ehemaligen Sowjetunion, wuchs in einer musikalisch geprägten Familie auf. Sein Vater war Direktor der örtlichen Musikschule, seine Mutter und Geschwister waren ebenfalls Pianisten. Nachdem seine Mutter ihm in frühen Jahren Klavierunterricht gab, ging er auf Musikschulen in Sankt Petersburg und trat in seiner Kindheit bereits öffentlich auf.
Sein erster Auftritt mit einem Orchester war im Alter von elf Jahren bei einem Wettbewerb in Moskau. Er spielte Chopins Klavierkonzert Nr. 1. Mit 14 spielte er Rachmaninows Klavierkonzert Nr. 2, bei seinem ersten regulären Konzert mit Orchester, in der russischen Stadt Saratow. Er begann Konzerte im ganzen Land zu geben.
Zu seinen Lehrern gehören Kira Alexandrowna Schaschkina an der Zentralen Musikschule Moskau, die auch eine Lehrerin von Michail Pletnjow war, James Tocco an der Musikhochschule Lübeck, Nina Serjogina am Sankt Petersburger Konservatorium und Viktor Portnoy am Petrosawodsker Konservatorium.
Mit acht Jahren gewann er seinen ersten Klavierwettbewerb, in den folgenden Jahren mehr als zwölf weitere. Im Alter von 17 Jahren erreichte er den fünften Platz bei der Sydney International Piano Competition 2004, wo er außerdem zwei Sonderpreise für die „Beste Vorführung einer Studie von Liszt“ und die „Beste Vorführung eines Werks Liszts (ohne Studien)“ gewann.
2007 wurde er mit dem dritten Platz beim 13. Tschaikowski-Wettbewerb ausgezeichnet, bei welchem in diesem Jahr kein erster Platz vergeben wurde. 2011 trat er erneut beim Tschaikowski-Wettbewerb an, diesmal schied er vor der Endrunde aus. Internationale Zeitungen wie The Times und The Guardian berichteten über den Unmut des Publikums darüber, dass Lubjanzew keinen Preis erhalten hatte. Diese Empörung ging so weit, dass die russischen Kritiker einen neuen Preis, den „Critics’ Prize“, vorstellten.
Anschließend trat er 2011 erstmals mit dem Orchester des Mariinski-Theaters unter der Leitung von Gianandrea Noseda. Danach spielte er Rachmaninows Klavierkonzert Nr. 3 mit der Russischen Nationalphilharmonie und Wladimir Spiwakow. Er tourte durch Japan mit dem belarussischen Nationalsinfonieorchester. Weiterhin tritt er im Mariinski-Theater und in der Sankt Petersburger Philharmonie auf. Sein Debüt in den Vereinigten Staaten war im Jahr 2014 mit der Seattle Symphony und 2019 trat er in der Elbphilharmonie Hamburg auf.

## Kompositionen und Diskografie
Von Lubjanzew liegen unter anderem Aufnahmen von Rachmaninoffs Klavierkonzerten Nr. 2 und Nr. 3 mit dem Sydney Symphony Orchestra vor. Lubjanzew ist dafür bekannt, seine eigenen Werke als Zugaben zu spielen.

## Preise
Quelle:
- 1995 – 1. Platz, International Brothers and Sisters Pianists‘ Competition, St. Petersburg (Russland)
- 1997 – 1. Platz, International Competition of Young Composers (Russland)
- 1997 – 2. Platz, International Young Pianists’ Competition (Polen)
- 1998 – 2. Platz, International Rachmaninov Young Pianists‘ Competition (Russland)
- 2001 – Grand-Prix, International Chopin Young Pianists‘ Competition (Estland)
- 2002 – 1. Platz, International Young Pianists‘ Competition „Steps to Success“, St. Petersburg (Russland)
- 2004 – 5. Platz, Sydney International Piano Competition (Australien)
- 2004 – Sonderpreis „Beste Vorführung einer Studie von Liszt“, Sydney International Piano Competition (Australien)
- 2004 – Sonderpreis „Beste Vorführung eines Werk Liszts (ohne Studien)“, Sydney International Piano Competition (Australien)
- Empfänger eines EMCY-Zertifikats des Prometheus-Ordens, London (Großbritannien)
- 2007 – Bronzemedaille, XIII Tschaikowski-Wettbewerb, Moskau (Russland)
- 2007 – Stipendiat des St Petersburg House of Music (Russland)
- 2007 – 1. Platz, Russian Music Competition, Ruza (Russland)
- 2008 – Golden Diploma, „Golden Trophy“ International Web Concert Hall Competition, New York (USA)
- 2011 – „Critics’ Prize“ verliehen beim 14. Tschaikowski-Wettbewerb in Moskau von der Moskauer Musikkritikervereinigung in Zusammenarbeit mit der Michail-Prochorow-Stiftung (Russland)